# Carl Johan Andersson
Carl Johan Andersson, född 1866, död 1941, var en svensk keramiker.
Andersson fick sin utbildning till keramiker som anställd vid Gefle kakelfabrik 1894-1907. Han var anställd som konstnärlig ledare vid AB Keramik 1907-1913 samt vid Hagströms keramik 1913-1916 och 1917-1941. Han medverkade med sina alster i ett flertal utställningar bland i Stockholm 1901 och 1909 samt i Malmö 1914. Dessutom medverkade han i fabriksutställningar i Gävle 1910, 1912 och 1913 samt i utställningar arrangerade av Gestriklands Hemslöjdsförening. Hans konst består av prydnaskärl och konstkeramik.